# Данькино
Данькино — деревня в Вашкинском районе Вологодской области.
Входит в состав Киснемского сельского поселения, с точки зрения административно-территориального деления — в Киснемский сельсовет.
Расстояние по автодороге до районного центра Липина Бора — 20 км, до центра муниципального образования села Троицкое — 4 км. Ближайшие населённые пункты — Волково, Гаврилово-2, Грикшино, Демидово, Киуй, Конютино, Коптево, Мякишево, Поздино, Чертеж.
По переписи 2002 года население — 11 человек.